# 山西大同订婚强奸案
山西大同订婚強姦案又稱席某平強姦案，是2023年5月在山西省大同市阳高县發生的一起婚姻糾紛以及強姦案件。

## 案情
2023年1月，大同一男子席某平通過婚介所认识一位女子。2023年5月1日，席某平与女方订婚，同時男方給女方家彩礼10万元和7.2克金戒指。男方還表示结婚一年后會在房屋产权证上添加女方姓名。

### 女方指控
2023年5月2日，女方宴请男方席某平。後來席某平和女方共同前往位于阳高县某小区某楼14层房内。女方指控席某平不顾自己反对，强行与自己发生性关系。女方点火烧屋内柜子、窗帘，並通过樓梯下至13层呼喊救命，但被席某平拖至房内以及被夺去手机。当晚，女方向公安机关报案。
女方後将10万元彩礼及两枚戒指退至婚介机构，婚介机构通知男方领取，男方沒有领取。

### 男方辯解
男方席某平母親表示，在2023年5月2日女方要求立即在房屋产权证上加上她的名字，之後結婚时要再給額外的10万元彩礼给她。男方家庭不同意，女方就控告男方强奸。席某平表示二人有亲密接触，但无实质性性行为。兩人发生亲密接触后，女方还曾洗澡。

## 判決
2023年12月25日，山西省阳高县人民法院一审判决席某平因犯强奸罪，被判处有期徒刑三年。法院認定席某平强行与女方发生性关系，该行为构成强奸罪。男方当庭提起上诉。 上诉书披露，2023年5月4日，警方在阳高县人民医院医生协助下对女方提取其阴道及内裤上的分泌物，女方称内裤“没有清洗过”。5月6日，女方在警方的带领下到大同市第一人民医院进行检查，医院诊疗手册显示“处女膜完整，未见新鲜破口”。5月19日，大同市公安司法鉴定中心出具的鉴定书部分内容显示“送检的女方内裤、阴道擦拭物、卫生纸上可疑斑迹中均未检出人精斑及STR分型”。
2025年4月16日，山西省大同市中级人民法院維持一審原判。
二審法院認為，女方已明確反对婚前性行为，而且事發時也反抗男方的性行为，所以席某平的確屬於强行与女方发生性关系。此外房間內的床单上有席某平的精斑和席某平、女方的混合DNA基因分型。席某平在与女方家长通话时曾承认强暴。席某平母亲也一度因公布女方隐私遭训诫。此外審判長曾考虑通过對席某平判缓刑，但遭席某平家屬拒絕，席某平始終堅持無罪，所以法院最終做出維持原判的判決。
2025年5月14日，媒体报导该案列入最高人民法院发布的指导性案例或典型案例库。